# Lorenzo Tonetto
Lorenzo Tonetto (Genova, 18 agosto 1974) è un atleta paralimpico italiano.

## Biografia
Nato a Genova, ha iniziato a praticare l'atletica leggera, specializzandosi nei lanci, presso l'Associazione Amatori Atletica, per poi passare, nel 2013, nelle file della Società Sportiva Trionfo Ligure. Nel 2016 è stato vittima di un incidente automobilistico che ha costretto i medici ad amputargli la gamba destra. 
Nel 2019 è tornato in pedana, sempre con i colori del Trionfo Ligure, gareggiando nel lancio del disco nella categoria F64. Quello stesso anno ha conquistato l'ottava posizione ai mondiali paralimpici di Dubai, mentre nel 2021 ha raggiunto il sesto posto agli europei paralimpici di Bydgoszcz.
È allenato da Nadia Checchini.
Da febbraio 2021 è membro del comitato regionale ligure del Comitato Italiano Paralimpico, come rappresentante degli atleti.

## Record nazionali
- Lancio del disco F64: 48,64 m ( Mondovì, 19 giugno 2021)

## Palmarès
| Anno | Manifestazione       | Sede      | Evento               | Risultato | Prestazione | Note |
| ---- | -------------------- | --------- | -------------------- | --------- | ----------- | ---- |
| 2019 | Mondiali paralimpici | Dubai     | Lancio del disco F64 | 8º        | 44,11 m     |      |
| 2021 | Europei paralimpici  | Bydgoszcz | Lancio del disco F64 | 6º        | 46,38 m     |      |